# الیامون
ال-یامون یک منطقهٔ مسکونی در کرانهٔ غربی رود است است که در استان جنین واقع شده‌است.

## خصوصیات
ال-یامون ۱۶٬۳۸۳ نفر جمعیت دارد.